# Montagne del Cile
Le montagne del Cile sono le seguenti.

## Montagne per regione

### Regione di Arica e Parinacota

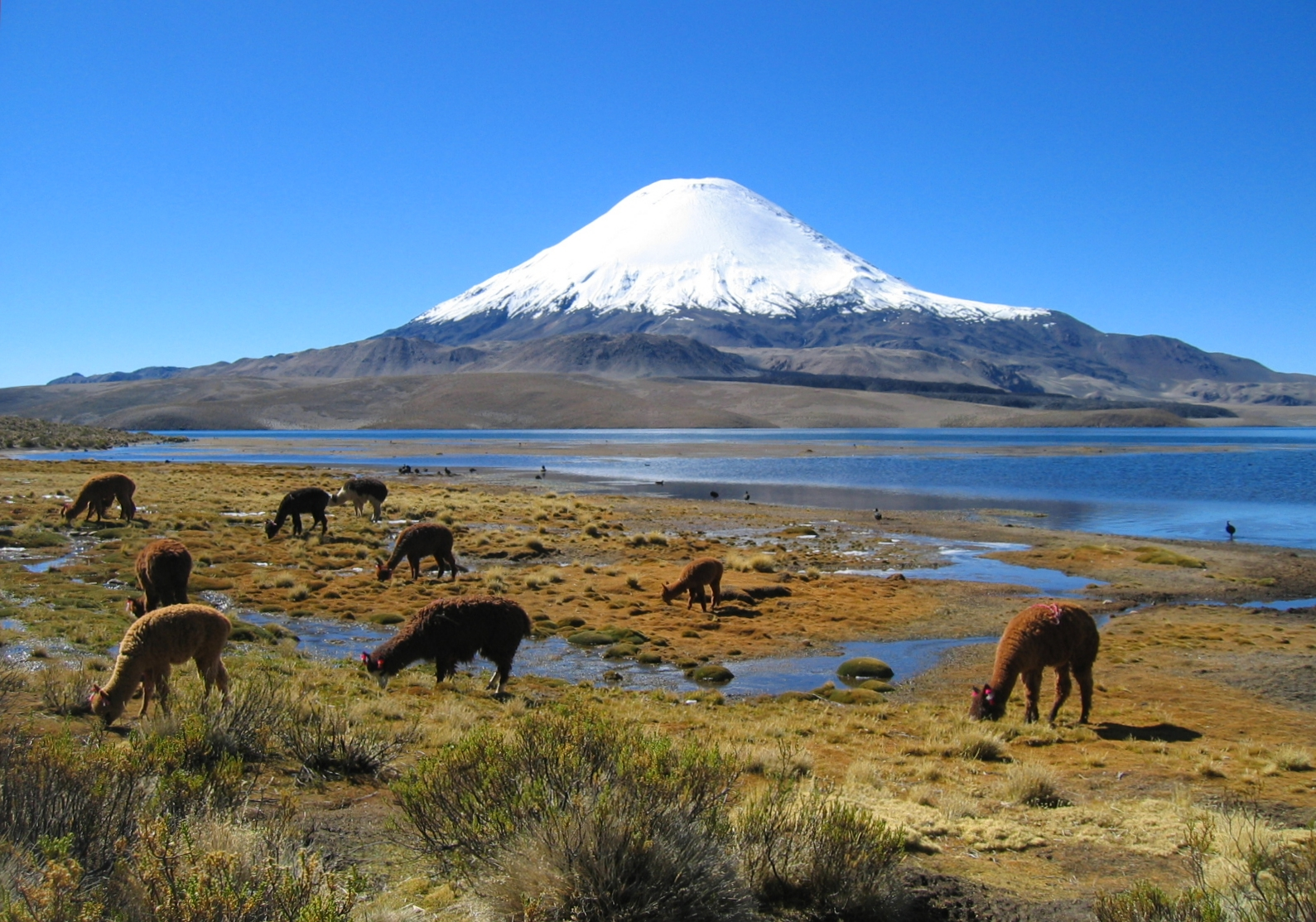
Parinacota Volcano

- Acotango 6 052 m s.l.m. stratovulcano spento 18°22′56″S 69°02′52″W
- Aritinca 5 597 m s.l.m. stratovulcano 18°45′S 69°03′W
- Capurata 5 990 m s.l.m. stratovulcano spento 18°24′51″S 69°02′53″W
- Guallatiri  6 071 m s.l.m.  vulcano attivo 18°25′00″S 69°05′30″W
- Parinacota 6 526 m s.l.m. stratovulcano spento 18°10′00″S 69°09′00″W
- Pomerape 6 282 m s.l.m. stratovulcano 18°07′33″S 69°07′39″W
- Taapaca  5 860 m s.l.m. complesso vulcanico 18°06′00″S 69°30′00″W
- Tacora  5 980 m s.l.m. stratovulcano 17°43′00″S 69°46′00″W

### Regione di Tarapacá
- Irruputuncu 5 163 m s.l.m. stratovulcano 20°44′00″S 68°33′00″W
- Isluga 5 550 m s.l.m. stratovulcano 19°09′00″S 68°50′00″W

### Regione di Antofagasta

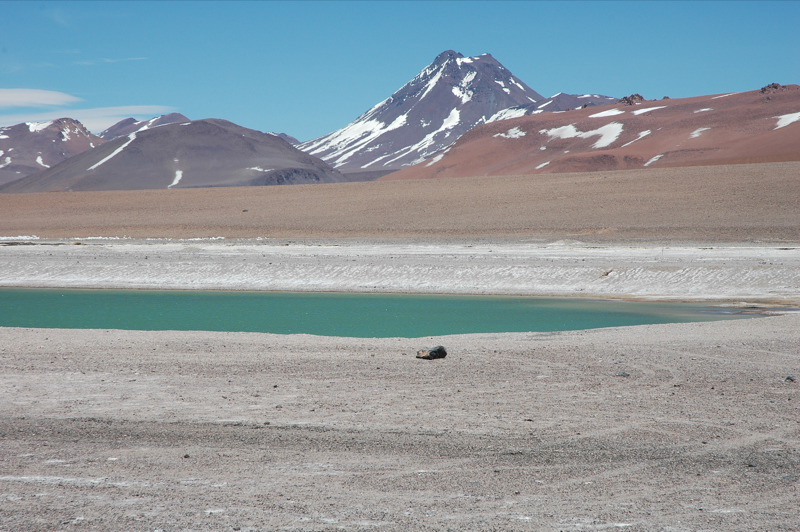
Acamarachi

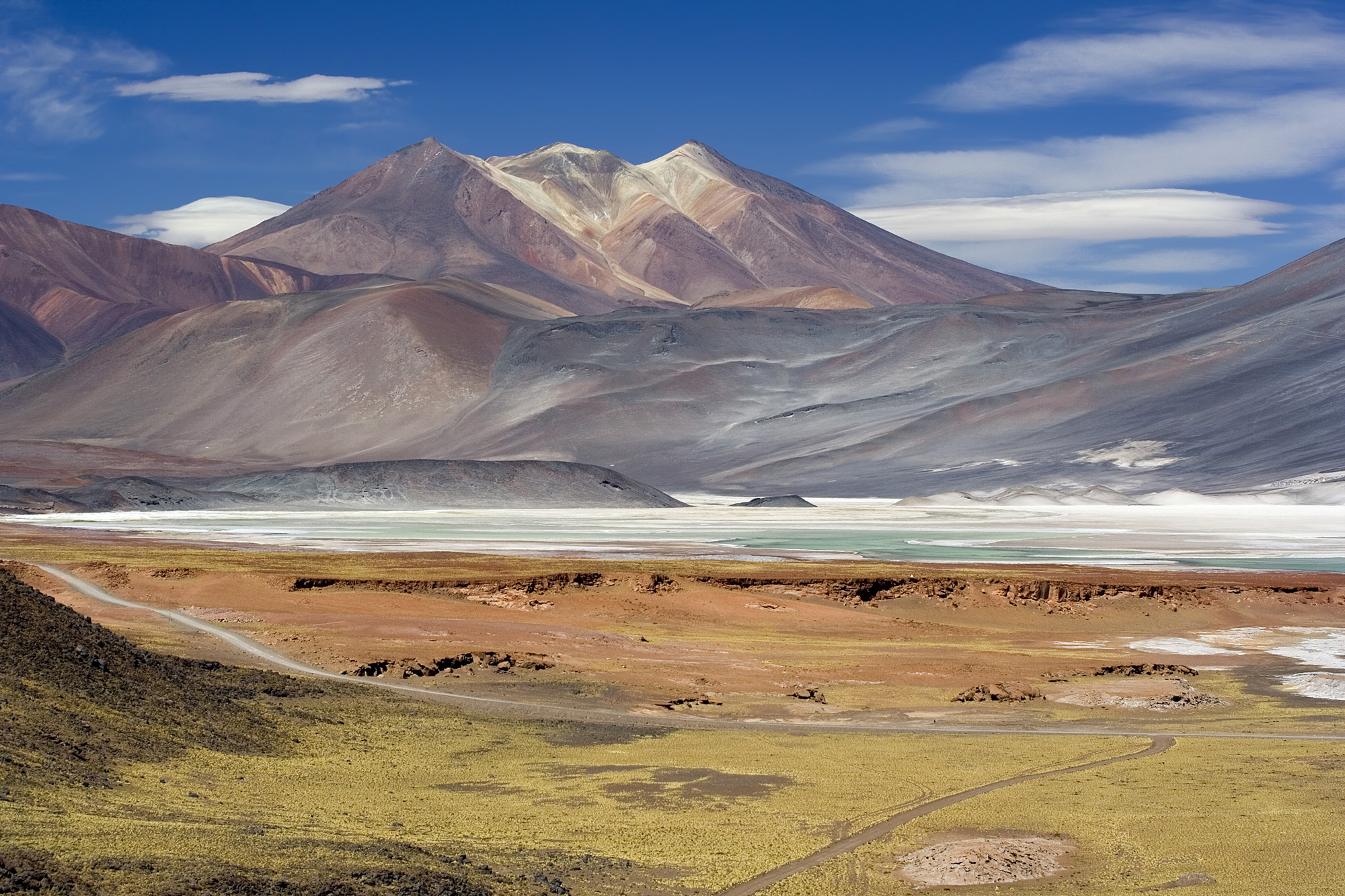
Cerros de Incahuasi

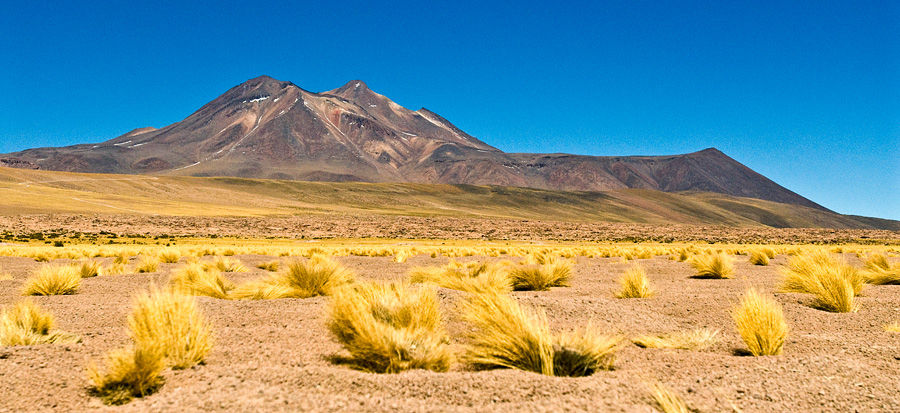
Vulcano Miñiques

- Acamarachi 6 046 m s.l.m. stratovulcano 23°18′00″S 67°37′00″W
- Aguas Calientes 5 924 m s.l.m. stratovulcano 23°22′12″S 67°40′48″W
- Aucanquilcha 6 176 m s.l.m. stratovulcano 21°13′12″S 68°28′00″W
- Azufre 5 846 m s.l.m. stratovulcano 21°47′14″S 68°14′15″W
- Caichinque 4 450 m s.l.m. stratovulcano 23°57′00″S 67°44′00″W
- Chiliques 5 778 m s.l.m. stratovulcano 23°35′00″S 67°42′00″W
- Colachi
- Colorado
- Escorial 5 447 m s.l.m. stratovulcano 25°08′00″S 68°37′00″W
- Guayaques
- Incahuasi 5 704 m s.l.m. 24°02′00″S 67°33′00″W
- Juriques 5 704 m s.l.m. stratovulcano 22°50′43″S 67°49′29″W
- Lascar 5 592 m s.l.m. stratovulcano attivo 23°22′00″S 67°44′00″W
- Lastarria 5 697 m s.l.m. stratovulcano 25°10′00″S 68°30′00″W
- Licancabur 5 920 m s.l.m. stratovulcano 22°50′01″S 67°52′58″W
- Linzor 5 680 m s.l.m. stratovulcano 22°11′00″S 67°57′00″W
- Llullaillaco 6 739 m s.l.m. stratovulcano 24°43′00″S 68°32′00″W
- Minchincha 5 305 m s.l.m. stratovulcano 20°00′00″S 68°00′00″W
- Miñiques 5 910 m s.l.m. stratovulcano 23°49′00″S 67°46′00″W
- Miño 5 661 m s.l.m. stratovulcano 21°11′00″S 68°36′00″W
- Miscanti 5 622 m s.l.m. 23°41′00″S 67°43′00″W
- Olca 5 305 m s.l.m. stratovulcano 20°56′00″S 68°29′00″W
- Ollagüe 5 868 m s.l.m. stratovulcano 21°18′06″S 68°10′45″W
- Palpana
- Paranal 2 635 m s.l.m. 24°37′38″S 70°24′17″W
- Paruma 5 420 m s.l.m. stratovulcano 20°56′00″S 68°29′00″W
- Pular 6 233 m s.l.m. stratovulcano 24°11′15″S 68°03′15″W
- Puntas Negras 5 852 m s.l.m. stratovulcano 23°44′34″S 67°32′03″W
- Putana 5 890 m s.l.m. stratovulcano 22°33′00″S 67°51′00″W
- Quimal
- Sairecabur 5 971 m s.l.m. stratovulcano 22°43′00″S 67°53′30″W
- Salin
- San Pablo
- San Pedro 6 145 m s.l.m. stratovulcano 21°53′00″S 68°24′00″W
- Socompa 6 051 m s.l.m. stratovulcano 24°24′00″S 68°15′00″W
- Toco
- Tocorpuri
- Zapaleri 5 305 m s.l.m. stratovulcano 22°48′00″S 67°10′00″W

### Regione di Atacama

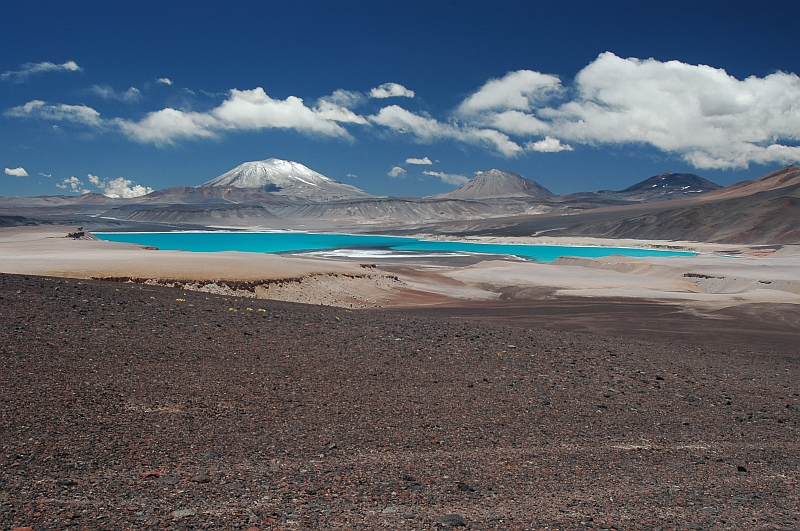
Nevado de Incahuasi

- Barrancas Blancas
- Azufre 5 463 m s.l.m. Complesso vulcanico 25°20′00″S 68°31′00″W
- Bayo 5 401 m s.l.m. Complesso vulcanico 25°25′00″S 68°35′00″W
- Colorados
- Copiapó 6 052 m s.l.m. stratovulcano 27°18′00″S 69°08′00″W
- El Muerto 6 488 m s.l.m. 27°03′27″S 68°29′02″W
- El Ermitaño
- El Fraile
- El Toro
- Falso Azufre 5 890 m s.l.m. Complesso vulcanico 26°40′00″S 68°22′12″W
- Incahuasi 6 621 m s.l.m. statovulcano 27°02′00″S 68°18′00″W
- Mulas Muertas
- Ojos del Salado 6 893 m s.l.m. stratovulcano 27°06′34.6″S 68°32′32.1″W
- Peña Blanca
- San Francisco 6 016 m s.l.m. stratovulcano 26°55′00″S 68°15′00″W
- Sierra Nevada de Lagunas Bravas 6 127 m s.l.m. stratovulcano 26°28′48″S 68°34′48″W
- Solo 6 190 m s.l.m. stratovulcano 27°06′30″S 68°43′00″W
- Tres Cruces 6 749 m s.l.m. 27°06′00″S 68°47′00″W
- Tres Quebradas
- Vicuñas

### Regione di Coquimbo
- Las Tórtolas
- Olivares

### Regione di Valparaíso
- Alto de los Leones
- Juncal

### Regione Metropolitana di Santiago
- Arenas 4 450 m s.l.m. 33°45′00″S 70°00′51″W
- El Morado
- El Plomo 5 424 m s.l.m. 33°13′58″S 70°12′44″W
- Marmolejo 6 108 m s.l.m. stratovulcano 33°43′48″S 69°52′34″W
- Plomo
- Risopatrón
- San José 5 856 m s.l.m. stratovulcano 33°46′54″S 69°53′50″W
- Tupungatito 6 000 m s.l.m. stratovulcano 33°24′00″S 69°48′00″W
- Tupungato 6 570 m s.l.m. stratovulcano 33°21′16″S 69°46′07″W

### Regione del Libertador General Bernardo O'Higgins
- Alto de los Arrieros
- Palomo 4 860 m s.l.m. stratovulcano 34°36′28″S 70°17′42″W
- Tinguiririca 4 280 m s.l.m. stratovulcano 34°48′49″S 70°21′07″W

### Regione del Maule

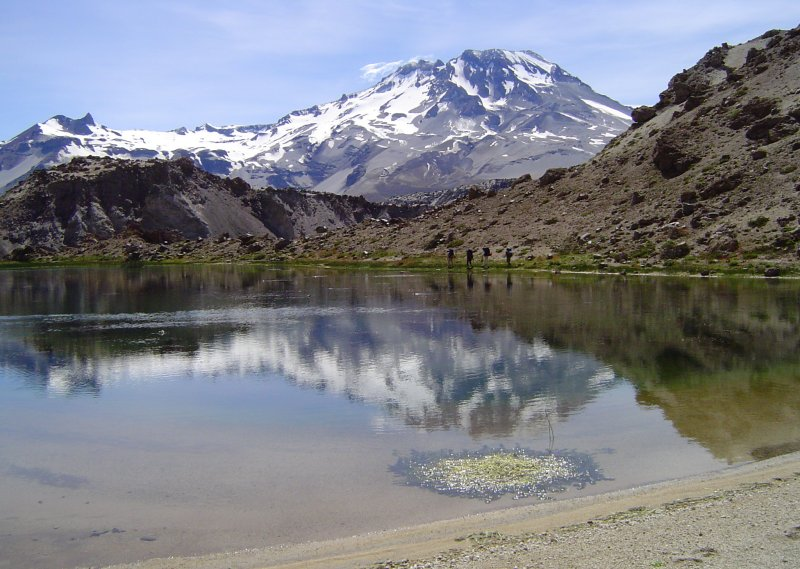
Descabezado Grande

- Azul 3 788 m s.l.m. stratovulcano 35°39′12″S 70°45′39″W
- Descabezado Chico
- Descabezado Grande 3 953 m s.l.m. stratovulcano 35°35′00″S 70°45′00″W
- Longaví 3 242 m s.l.m. stratovulcano 36°11′35″S 71°09′39″W
- Planchón-Peteroa 4 860 m s.l.m. complesso vulcanico 35°14′24″S 70°34′12″W

### Regione del Bío Bío

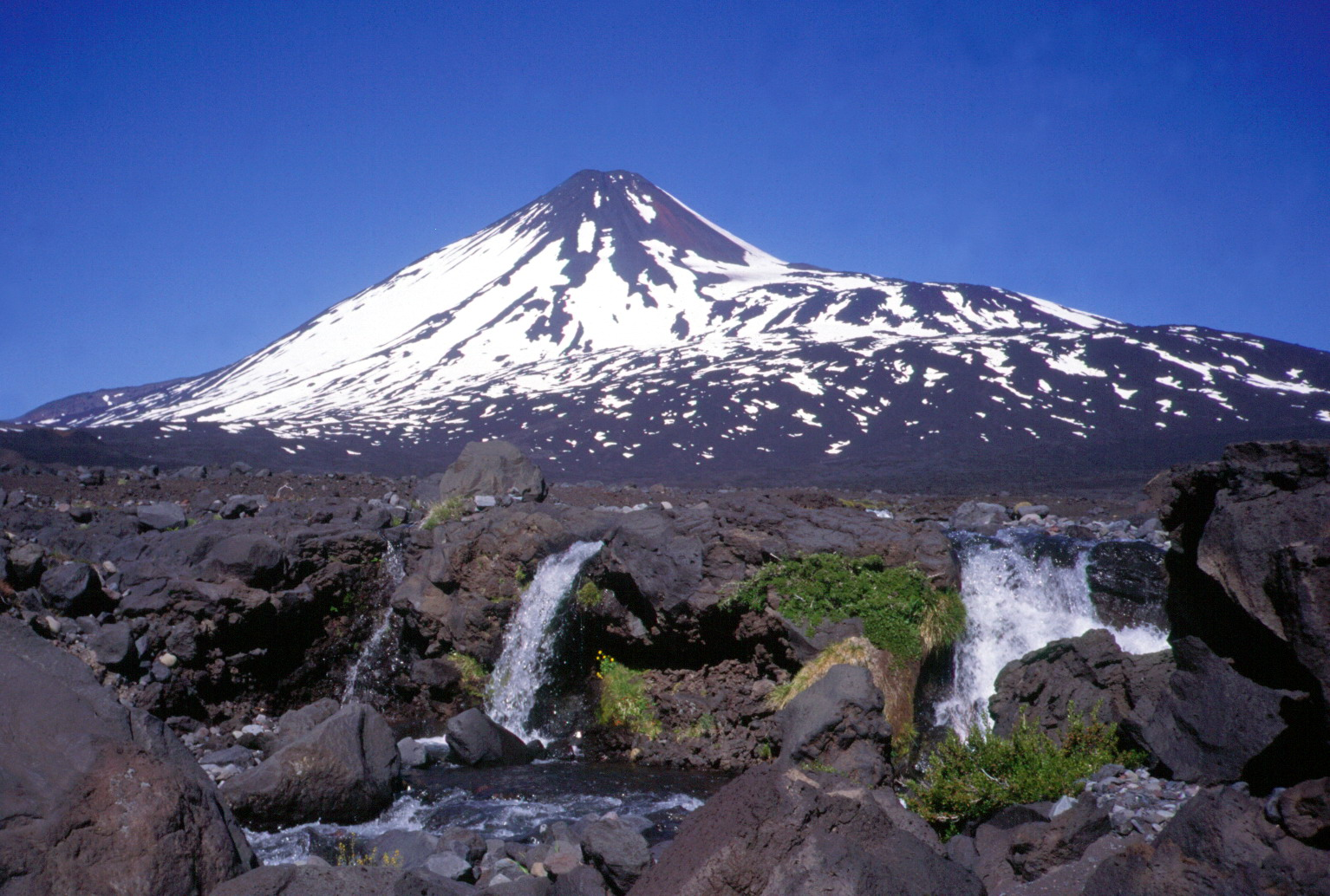
Antuco

- Antuco 2 979 m s.l.m. stratovulcano 37°24′21″S 71°20′57″W
- Callaqui 3 164 m s.l.m. stratovulcano 37°55′00″S 71°27′00″W
- Nevados de Chillán 3 212 m s.l.m. stratovulcano 36°51′48″S 71°22′36″W
- Copahue 2 997 m s.l.m. stratovulcano 37°51′00″S 71°10′00″W
- Sierra Velluda 3 585 m s.l.m. 37°28′00″S 71°26′00″W

### Regione dell'Araucanía

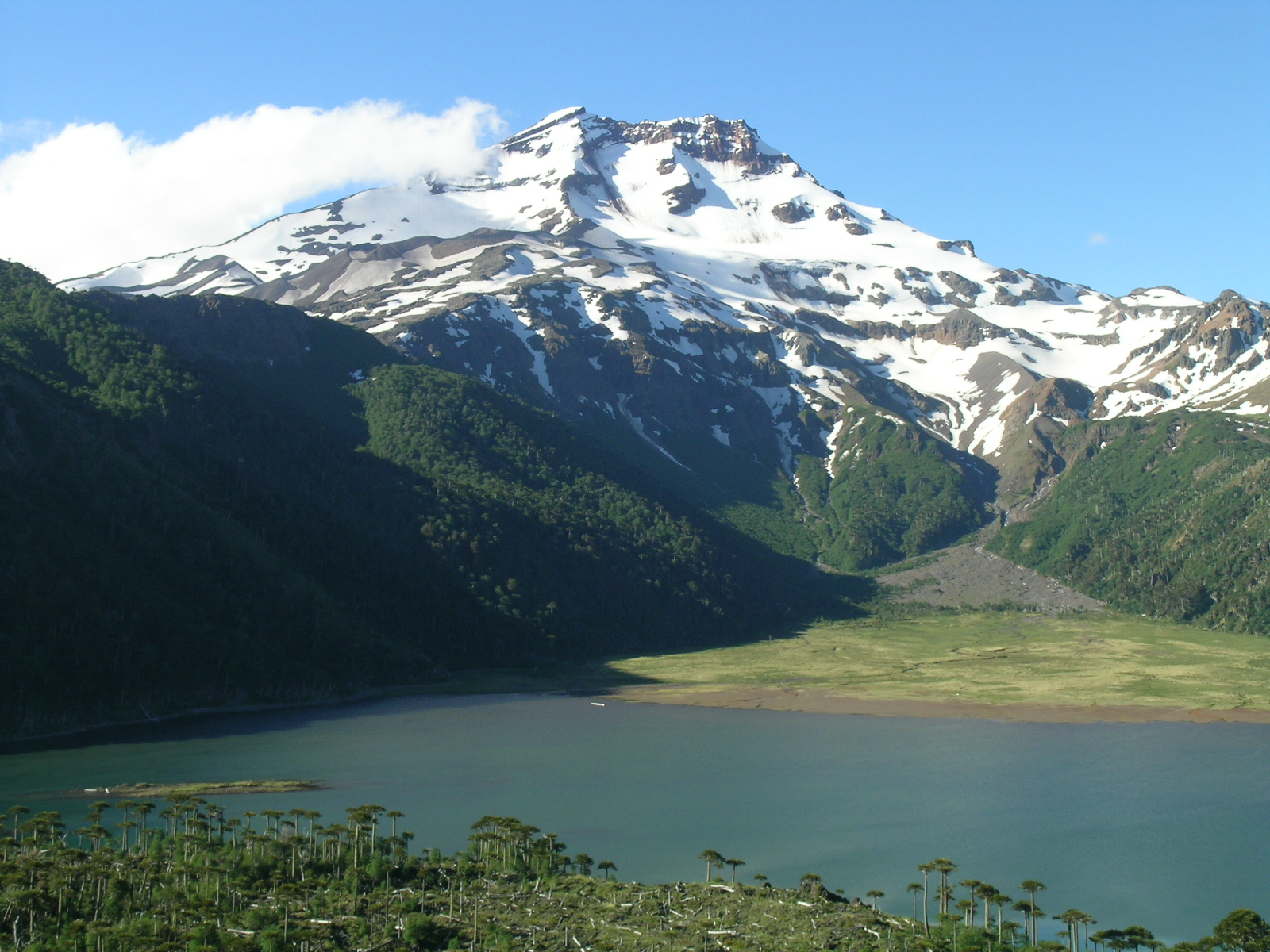
Tolhuaca

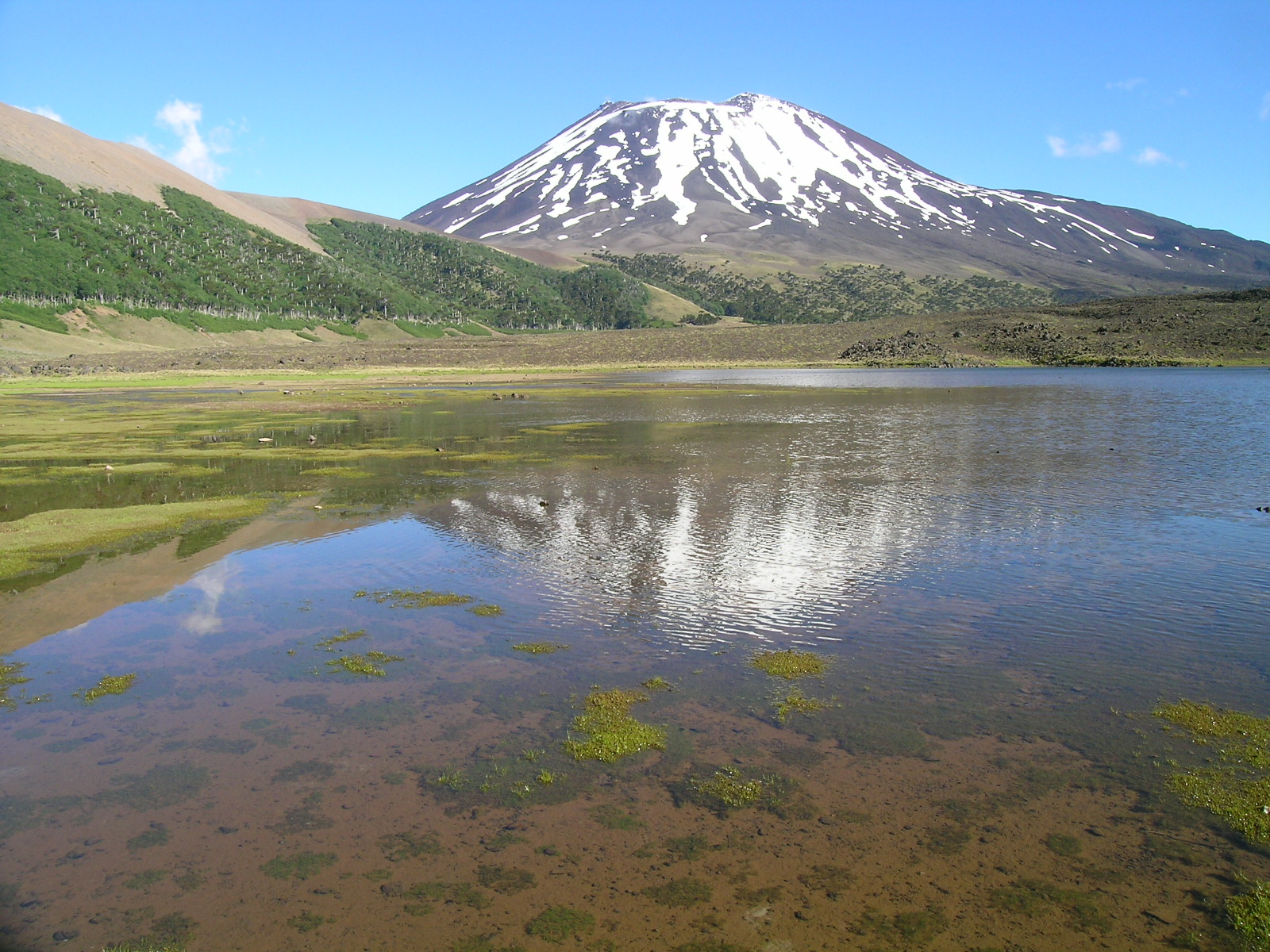
Lonquimay

- Lanín 3 747 m s.l.m. stratovulcano 39°37′58″S 71°29′59″W
- Llaima 3 125 m s.l.m. stratovulcano 38°41′51″S 71°43′50″W
- Lonquimay 2 865 m s.l.m. stratovulcano 38°22′36″S 71°35′00″W
- Quetrupillán 2 360 m s.l.m. stratovulcano 39°30′00″S 71°42′00″W
- Sierra Nevada 2 554 m s.l.m. stratovulcano 38°35′00″S 71°35′00″W
- Sollipulli 2 282 m s.l.m. caldera 38°58′00″S 71°31′00″W
- Tolhuaca 2 806 m s.l.m. stratovulcano 38°18′36″S 71°38′42″W
- Villarrica 2 847 m s.l.m. stratovulcano 39°25′12″S 71°55′48″W

### Regione di Los Ríos

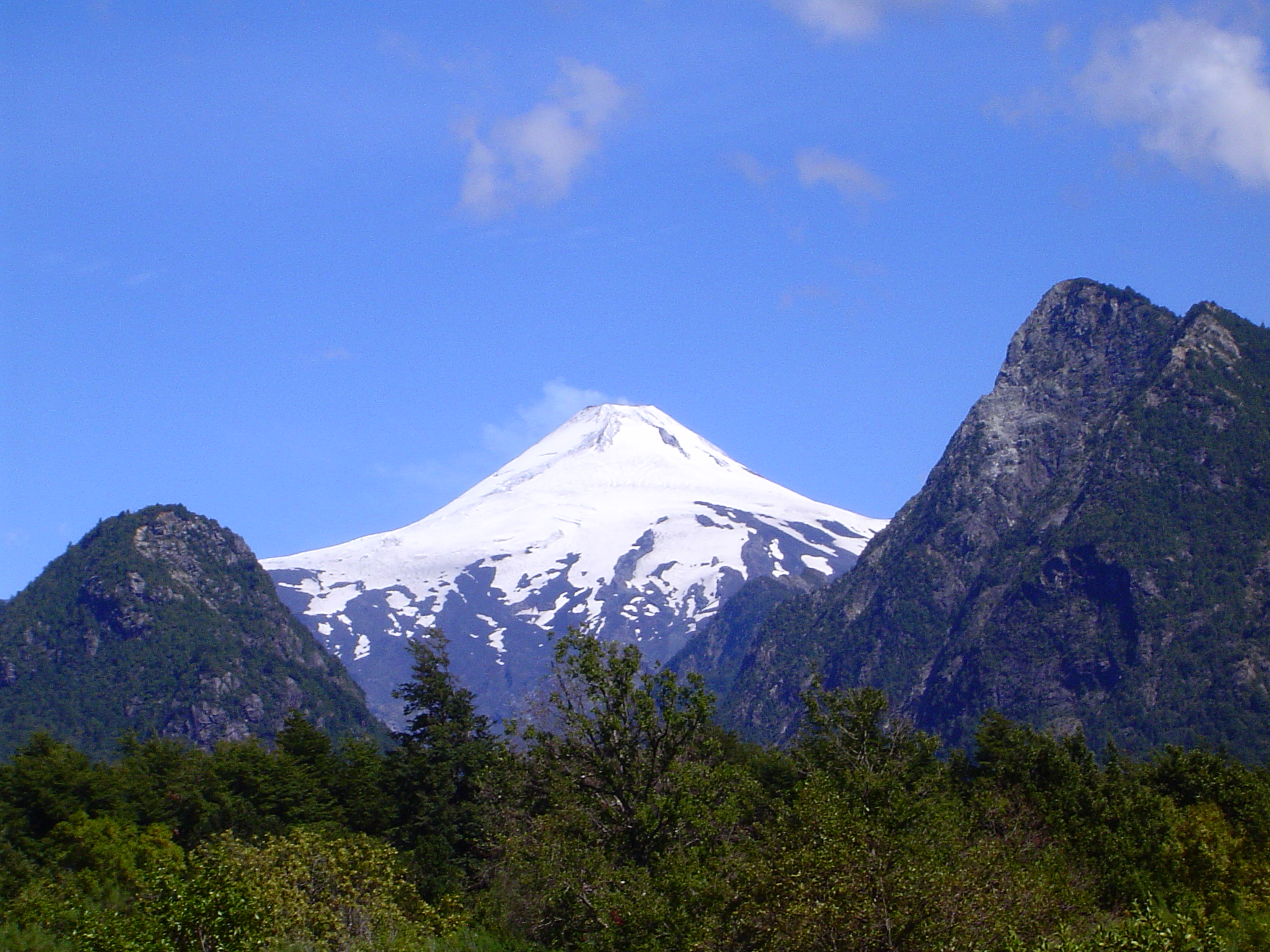
Villarrica

- Caulle 1 798 m s.l.m. fessura vulcanica 40°31′00″S 72°12′00″W
- Mocho-Choshuenco 2 415 m s.l.m. stratovulcano 39°54′35″S 72°02′15″W
- Puyehue 2 236 m s.l.m. stratovulcano 40°35′25″S 72°07′02″W
- Tralcan 1 024 m s.l.m. 39°47′33″S 72°28′42″W

### Regione di Los Lagos
- Antillanca 1 990 m s.l.m. gruppo vulcanico 40°46′15″S 72°09′12″W
- Calbuco 2 003 m s.l.m. stratovulcano 41°19′12″S 72°36′00″W
- Corcovado 2 300 m s.l.m. stratovulcano 43°11′00″S 72°48′00″W
- Hornopirén 1 572 m s.l.m. stratovulcano 41°52′28″S 72°25′53″W
- Michinmahuida 2 404 m s.l.m. stratovulcano 42°47′35″S 72°26′19″W
- Osorno 2 652 m s.l.m. stratovulcano 41°36′00″S 72°17′00″W
- Puntiagudo 2 493 m s.l.m. stratovulcano 40°58′10″S 72°15′50″W
- Tronador 3 491 m s.l.m. stratovulcano 41°09′25″S 71°53′05″W
- Yanteles 2 042 m s.l.m. stratovulcano 43°30′00″S 72°48′00″W
- Yate 2 187 m s.l.m. stratovulcano 41°45′17″S 72°23′47″W

### Regione di Aysén

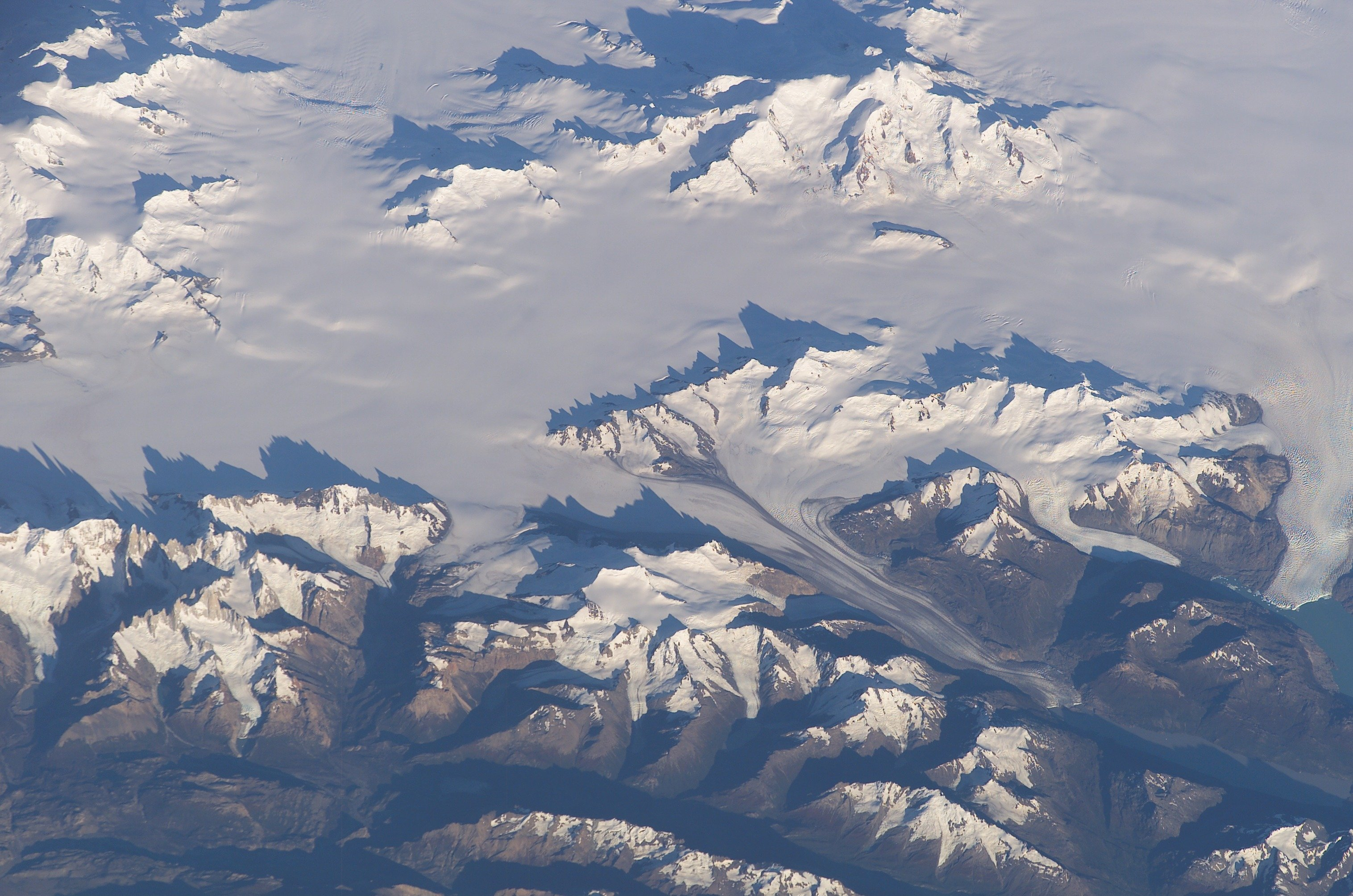
Lautaro

- Arenales 3 437 m s.l.m. stratovulcano 47°12′00″S 73°29′00″W
- Barros Arana
- Castillo 2 675 m s.l.m. 46°03′47″S 72°12′25″W
- Hudson 1 905 m s.l.m. stratovulcano 45°54′00″S 72°58′00″W
- Lautaro 3 623 m s.l.m. stratovulcano 49°01′11″S 73°30′12″W
- Macá 2 300 m s.l.m. stratovulcano 45°06′00″S 73°10′00″W
- Melimoyu 2 400 m s.l.m. stratovulcano 44°05′00″S 72°53′00″W
- Mentolat 1 660 m s.l.m. stratovulcano 44°42′00″S 73°05′00″W
- Pared Norte 3 005 m s.l.m. 47°19′19″S 73°24′49″W
- Puyuhuapi 524 m s.l.m. gruppo vulcanico 44°18′00″S 72°32′00″W
- San Lorenzo 3 706 m s.l.m. 47°36′00″S 72°19′00″W
- San Valentín 4 058 m s.l.m. 46°35′42″S 73°20′45″W
- Steffen 3 056 m s.l.m. 48°33′03″S 73°08′56″W

### Regione di Magellano e dell'Antartide Cilena

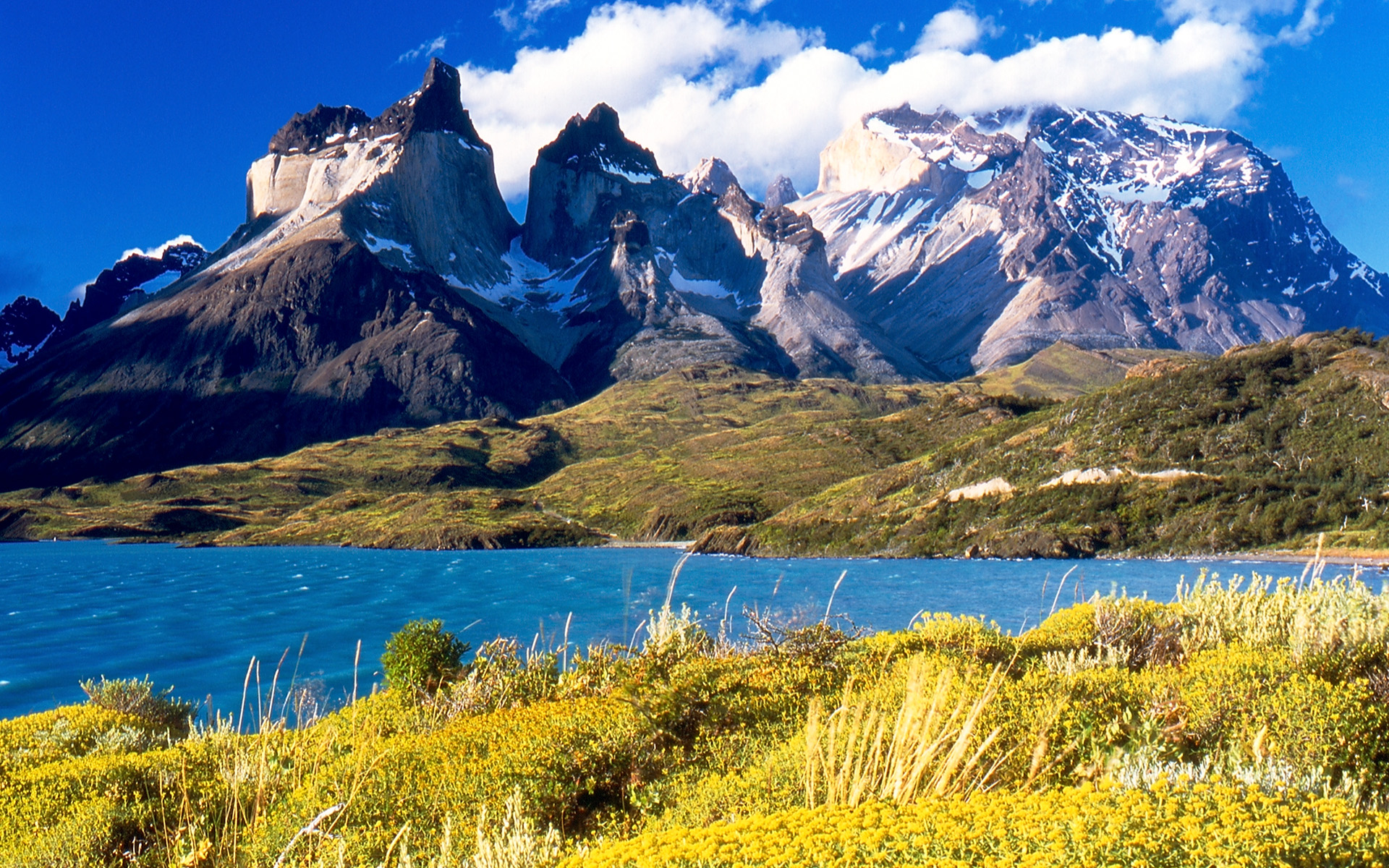
Cuernos del Paine

- Aguilera 2 546 m s.l.m. caldera 50°20′00″S 73°45′00″W
- Balmaceda 2 035 m s.l.m. 51°25′00″S 73°11′00″W
- Burney 1 495 m s.l.m. stratovulcano 52°20′00″S 73°24′00″W
- Castillo Dynevor 1 100 m s.l.m. 52°35′00″S 72°26′00″W
- Darwin 2 488 m s.l.m. 54°45′00″S 69°29′00″W
- Fitz Roy 3 375 m s.l.m. 49°16′17″S 73°02′35″W
- Sarmiento 2 246 m s.l.m. 54°27′00″S 70°50′00″W
- Tarn 825 m s.l.m. 53°45′56.2″S 71°00′45.7″W
- Torre 3 128 m s.l.m. 49°17′34″S 73°05′54″W